# Маршан, Филипп
Фили́пп Марша́н (фр. Philippe Marchand; 1 сентября 1939, Ангулем — 10 января 2018, Сент) — французский политик, член Социалистической партии, министр внутренних дел (1991—1992).

## Биография
Адвокат по профессии, активист Социалистической партии. С 1982 по 1985 год являлся председателем генерального совета департамента Приморская Шаранта, в 1985 году также некоторое время занимал должность заместителя председателя Национального собрания Франции.
В 1978 году был впервые избран в Национальное собрание и до 1988 года проработал в парламенте 6-го, 7-го и 8-го созывов. 12 июня 1988 года избран в парламент 9-го созыва, но 17 августа 1990 года прервал свой мандат ввиду перехода в правительство.
С 17 июля 1990 года работал во втором правительстве Мишеля Рокара на должности министра-делегата ведомства внутренних дел, курируя местные органы власти на уровне муниципалитетов и департаментов в рамках проводившегося в тот период во Франции процесса децентрализации, а также проблемы гражданской обороны. 29 января 1991 года назначен министром внутренних дел, 16 мая 1991 года сохранил должность при формировании правительства Эдит Крессон и занимал её до прекращения полномочий кабинета 2 апреля 1992 года.
С 1992 по 2004 год — депутат регионального совета Пуату — Шаранта.
В 2006 году вышел из Социалистической партии в знак протеста против предложения бывшего мэра Монпелье Жоржа Фреша ужесточить позицию партии в отношении харки (арабов, воевавших на стороне Франции в Алжире), а в 2012 году поддержал «диссидента» Оливье Фалорни при выдвижении кандидатуры от социалистов на парламентских выборах в округе, «занятом» Сеголен Руаяль.
10 января 2018 года скончался от рака в больнице города Сент.